# Roxen (énekesnő)
Larisa Roxana Giurgiu (kiejtés: [laˈrisa rokˈsana ˈd͡ʒʲurd͡ʒʲu]; született 2000. január 5.), hivatásszerűen Roxen (kiejtés: [rokˈsen]) néven ismert román énekesnő, a Global Records aláírásával. Sickotoy román producer "You Don't Love Me" (2019) című zenéjében került előtérbe, amely Romániában elérte a harmadik helyet, és számos más országban rádióműsorokat kapott. Következő kislemezei, a "Ce-ți cântă dragostea" és a "Spune-mi" végül az országos lista tetején voltak. A tervek szerint Romániát a 2020-as Eurovíziós Dalfesztiválon az "Alcohol You" című dallal képviselte volna, mielőtt a rendezvény a 2019-es koronavírus-járvány (COVID-19) miatt lemondásra került. Roxent ennek ellenére belsőleg választották az ország képviselőjévé a 2021-es versenyre, az "Amnesia" című dalával. Zenei stílusát a zenekritikusok deep house-nak ítélték meg, megjelenését pedig Billie Eilish-hez és Dua Lipához hasonlították.

## Gyermekkora és karrierje
Hétéves korában fedezte fel a zene iránti szenvedélyét. Gyerekként ének- és zongoraórákat is vett. A Global Records aláírásával 2019 augusztusában szerepelt Sickotoy román producer "You Don't Love Me" című zenéjében. A kislemez kereskedelmi sikert aratott Romániában, az Airplay 100 toplistáján a harmadik helyet érte el, és számos területen, köztük Franciaországban, az Egyesült Államokban, Oroszországban és Spanyolországban található rádióállomások listáján is szerepelt. Debütáló kislemeze, a "Ce-ți cântă dragostea", amelyet később, novemberben adtak ki, Romániában az első helyen végzett. A zenekritikusok azóta az énekesnő elsődleges műfaját a deep house-nak tekintik, és zenei stílusát és megjelenését Dua Lipa és Billie Eilishével hasonlítják össze. A București FM interjújában Roxen Beyoncét említette egyik fő inspirációjaként.
2020 február elején arról számoltak be, hogy Roxen egyike volt azon három előadónak, akik közül választják ki, hogy ki képviseli Romániát a 2020-as Eurovíziós Dalfesztiválon; a Román Televízió (TVR) a Global Records-szal működött együtt a kiválasztás során. Február 11-én a TVR közzétette, hogy őt választották képviselőnek. Öt dala a Selecția Națională-hoz – "Alcohol You", "Beautiful Disaster", "Cherry Red", "Colors" és "Storm" – február 21-én jelent meg. Az "Alcohol You" lett a nyertes a március 1-jei országos döntőn. Március 18-án azonban az Európai Műsorszolgáltató Unió (EBU) bejelentette a 2020-as Eurovíziós Dalfesztivál törlését a 2019-es koronavírus-járvány (COVID-19) miatt. Bár a TVR fontolóra vette az "Alcohol You" megtartását a 2021-es Eurovíziós Dalfesztivál dalaként, az EBU nem sokkal később bejelentette, hogy a tervezett 2020-as nevezés nem jogosult a következő évre. Roxent ennek ellenére belsőleg választották ki a 2021-es versenyre.
2020 júniusában az énekesnőt felvették a Loncolor Expert HEMPstyle román hajfesték márkanagykövetévé; megjelent a termékcsomagolásokon és egy olyan reklámfilmben, amelyen feltűnően szerepelt a Selecția Națională „Storm” című dala. A "How to Break a Heart" júliusi kiadásával Roxen egy olyan promóciós kampányban részesült, amelynek Global Records partnere volt a Warner Musickal. Októberben megszerezte második számú kislemezét az Airplay 100-on a "Spune-mi" -vel. Roxen 2021-es Eurovízió dalát, az "Amnesiá"-t egy belső zsűri választotta ki, és március 4-én adta ki.

### Egyéni előadóként
| Cím                                                                                              | Év   | ROM pozíció | Album                     |
| ------------------------------------------------------------------------------------------------ | ---- | ----------- | ------------------------- |
| "Ce-ți cântă dragostea"                                                                          | 2019 | 1           | Albumon kívüli kislemezek |
| "I Don't Care"                                                                                   | 2019 | —           | Albumon kívüli kislemezek |
| "Alcohol You"                                                                                    | 2020 | —           | Albumon kívüli kislemezek |
| "Spune-mi"                                                                                       | 2020 | 1           | Albumon kívüli kislemezek |
| "How to Break a Heart"                                                                           | 2020 | —           | Albumon kívüli kislemezek |
| "Wonderland" (Alexander Rybak közreműködésével)                                                  | 2020 | —           | Albumon kívüli kislemezek |
| "Parte din tine" (DJ Project közreműködésével)                                                   | 2021 | 58          | Albumon kívüli kislemezek |
| "Amnesia"                                                                                        | 2021 | —           | Albumon kívüli kislemezek |
| A "—" azt a címet jelöli, amely nem került felsorolásra, vagy nem jelent meg az adott területen. |      |             |                           |

### Közreműködő előadóként
| Cím                                                                                              | Év   | ROM pozíció | BUL pozíció | Album                     |
| ------------------------------------------------------------------------------------------------ | ---- | ----------- | ----------- | ------------------------- |
| "You Don't Love Me" (Sickotoy Roxen közreműködésével)                                            | 2019 | 3           | 7           | Albumon kívüli kislemezek |
| "Over and Over" (PAX Roxen közreműködésével)                                                     | 2020 | —           | —           | Albumon kívüli kislemezek |
| "Devil in Disguise" (Coyot Roxen közreműködésével)                                               | 2020 | —           | —           | Albumon kívüli kislemezek |
| A "—" azt a címet jelöli, amely nem került felsorolásra, vagy nem jelent meg az adott területen. |      |             |             |                           |

### Promóciós kislemezek
| Cím                  | Év   | Album                     |
| -------------------- | ---- | ------------------------- |
| "Beautiful Disaster" | 2020 | Albumon kívüli kislemezek |
| "Cherry Red"         | 2020 | Albumon kívüli kislemezek |
| "Colors"             | 2020 | Albumon kívüli kislemezek |
| "Storm"              | 2020 | Albumon kívüli kislemezek |
| "Escape"             | 2020 | Albumon kívüli kislemezek |

### Zenei videók
| Cím                     | Év   | Vezető előadó(k)        | Vendégelőadó(k) | Rendező(k)         |
| ----------------------- | ---- | ----------------------- | --------------- | ------------------ |
| "You Don't Love Me"     | 2019 | Sickotoy                | Roxen           | Raluca Netca       |
| "Ce-ți cântă dragostea" | 2019 | Roxen                   | Nincs           | Raluca Netca       |
| "I Don't Care"          | 2019 | Roxen                   | Nincs           | Șerban Racovițeanu |
| "Over and Over"         | 2020 | PAX                     | Roxen           | Alex Mureșan       |
| "Escape"                | 2020 | Roxen                   | Nincs           | Ismeretlen         |
| "Spune-mi"              | 2020 | Roxen                   | Nincs           | Anton San          |
| "How to Break a Heart"  | 2020 | Roxen                   | Nincs           | Anton San          |
| "Wonderland"            | 2020 | Roxen / Alexander Rybak | Nincs           | Raluca Netca       |
| "Parte din tine"        | 2021 | Roxen / DJ Project      | Nincs           | Kobzzon            |
| "Amnesia"               | 2021 | Roxen                   | Nincs           | Bogdan Păun        |